# Cal General (Clariana de Cardener)
Cal General és una masia situada al municipi de Clariana de Cardener, a la comarca catalana del Solsonès. Es té constància de l'edificació des del segle xix., sent una casa gran de procedència medieval. Pertany a l'entitat de població de Sant Just i Joval.
És una construcció habitual al territori a base de pedra i teula; amb paredat i morter, carreus escairats en cantonades i obertures, coberta a dues aigües.
La masia es troba a 692 m d'altitud, a uns 460 m de Bajona, a 300 m de la rasa Perpètua, prop d'on desemboca al Pantà de Sant Ponç. La trobem envoltada de camps de conreu que es situen en la plana que limiten amb les costes formades de pinedes de pinassa.